# Taváscia Própria
Taváscia Própria (em finlandês: Kanta-Hämeen maakunta; em sueco: Egentliga Tavastland) é uma  região da Finlândia localizada na província da Finlândia Meridional, sua capital é a cidade de Hämeenlinna.

## Municípios
A região da Taváscia Própria está dividida em 16 municípios (população em 31 de janeiro de 2007 entre parênteses):
| Die Gemeinden von Kanta-Häme | 1. Forssa* (17 890) 2. Hämeenlinna* (47 905) 3. Hattula (9 461) 4. Hausjärvi (8 553) 5. Humppila (2 575) 6. Janakkala (16 108) 7. Jokioinen (5 735) 8. Loppi (8 006) 9. Riihimäki* (27 555) 10. Tammela (6 570 ) 11. Ypäjä (2 654) |

Nota:*  Municípios com status de cidade.